# Mogens Wieth
Mogens Wieth (16 de septiembre de 1919 – 10 de septiembre de 1962) fue un actor de nacionalidad danesa.

## Biografía
Su nombre completo era Mogens Frits Carlo Wieth, y nació en Copenhague, Dinamarca, siendo sus padres los actores Carlo Wieth y Agnes Thorberg-Wieth. Fue estudiante de la escuela del Teatro Real de Copenhague en los años 1937-1939, actuando en dicho centro entre 1939-1950 y 1954-1955. Además, trabajó en Londres en 1950-1954 y en el Det Ny Teater en 1955-1959. 
Fue intérprete de producciones cinematográficas, radiofónicas y televisivas en inglés, participando igualmente en radioteatro y televisión de DR. En 1962 fue contratado como actor principal del Teatro Old Vic de Londres, encarnando a Antonio en la pieza de Shakespeare El mercader de Venecia, actuando después en Otelo. 
Recibió en 1949 el Premio Bodil al mejor actor por su papel como Peter Sabroe en Kampen mod uretten.
Mogens Wieth falleció en Londres, Inglaterra, en 1962, durante los ensayos de El mercader de Venecia. Fue enterrado en el Cementerio de Vestre, en Copenhague.
Desde 1954 vivió con la actriz Lily Weiding, con la que tuvo dos hijas, Xenia Wieth y Julie Wieth. Uno de sus nietos, Johan Wieth, es músico y guitarrista del grupo Iceage.

## Filmografía
- 1940 : Barnet
- 1941 : Gå med mig hjem
- 1942 : En herre i kjole og hvidt
- 1942 : Natekspressen (P. 903)
- 1942 : Regnen holdt op
- 1943 : Drama på slottet
- 1943 : Jeg mødte en morder
- 1944 : Mit liv er musik
- 1945 : Den usynlige hær
- 1947 : Familien Swedenhielm
- 1947 : Hatten er sat
- 1948 : Mens porten var lukket
- 1949 : For frihed og ret
- 1949 : Kampen mod uretten
- 1951 : Fireogtyve timer
- 1951 : Los cuentos de Hoffman
- 1951 : Som sendt fra himlen
- 1955 : Manden der vidste for meget
- 1956 : Tante Tut fra Paris
- 1961 : Gøngehøvdingen